# シブシソ・ズマ
シブシソ・ズマ（Sibusiso Wiseman Zuma、1975年6月23日 - ）は、南アフリカの元サッカー選手。元南アフリカ代表。ポジションはフォワード。

## 来歴
1998年10月に南アフリカ代表デビュー。2002 FIFAワールドカップではグループステージ全3試合に出場した。また、アフリカネイションズカップには4大会に出場した。南アフリカ代表で11年間プレー、通算66試合に出場、13得点をあげた。

## 代表歴

### 出場大会
- 南アフリカ代表
  - 2002 FIFAワールドカップ

### 試合数
- 国際Aマッチ 66試合 13得点（1998年-2008年）[1]

| 南アフリカ代表 | 国際Aマッチ | 国際Aマッチ |
| 年             | 出場        | 得点        |
| -------------- | ----------- | ----------- |
| 1998           | 2           | 0           |
| 1999           | 2           | 0           |
| 2000           | 3           | 0           |
| 2001           | 10          | 2           |
| 2002           | 12          | 1           |
| 2003           | 5           | 0           |
| 2004           | 8           | 0           |
| 2005           | 6           | 4           |
| 2006           | 4           | 0           |
| 2007           | 6           | 4           |
| 2008           | 8           | 2           |
| 通算           | 66          | 13          |